# Herman van Keeken
Herman van Keeken (Baarn, 15 augustus 1939 – Hilversum, 2 juni 1995) was een Nederlands zanger, vooral bekend vanwege zijn nummer "Pappie loop toch niet zo snel".

## Biografie
Van Keekens carrière begon in 1959, toen hij het Jimmie Rodgers-concours won. Zo kreeg hij een platencontract bij Philips. Van Keekens eerste single flopte, maar de tweede, "Corinna, Corinna", een cover van Corrine Corrina van Ray Peterson, eindigde op nummer 5 in de hitlijsten. Hierna begon hij zowel solo als met de Utrechtse groep "The Driftin' Five" op te treden. Later deed hij dit met de band "Speakeasy".
Van Keeken kende pas in november 1971 weer wat succes dankzij zijn hit "Pappie loop toch niet zo snel". Het lied was een cover van "Daddy Don't You Walk So Fast" geschreven door Peter Callander en Geoff Stephens voor Daniel Boone en werd geproduceerd en vertaald door Peter Koelewijn. Het lied vertelt over een man die zijn vrouw verlaat, maar aan het station door zijn huilende dochtertje wordt overgehaald om toch bij zijn vrouw te blijven. Door het sentimentele thema en stroperige arrangement werd het een klassieker in het genre van het levenslied. De plaat stond respectievelijk 14 en 13 weken lang in de Veronica Top 40 en de Daverende Dertig van Hilversum 3. Bovendien haalde de plaat zelfs de 3e plaats in beide hitlijsten.
In 1973 ging Van Keeken definitief solo, zonder nog echt veel succes te hebben. Tijdens de rest van de jaren 70 en nog later tot zijn vroege overlijden trad hij samen met zijn vrouw op als "Herman en Angie". Hij opende medio jaren 70 een winkel in muziekinstrumenten aan het Melkpad in Hilversum.
Van Keeken overleed op 55-jarige leeftijd aan de gevolgen van een hersentumor.

## Trivia
- Het nummer, "Pappie loop toch niet zo snel" eindigde op nr. 98 in Vic van de Reijts lijst van beste Nederlandstalige covers.
- "Pappie loop toch niet zo snel" werd in 2001 gepersifleerd in het Vlaamse televisieprogramma "Mannen op de Rand van een Zenuwinzinking". Tijdens een van hun sketches zongen Bart De Pauw en Tom Lenaerts aangepaste versies van bekende Nederlandstalige liedjes. "Pappie loop toch niet zo snel" werd geparodieerd als: "Pappie, sla me niet zo hard/Pappie, sla me niet zo hard/Sla wat zachter, toe/want ik zie al wat "flou" (Vlaams dialect voor "wazig")/Pappie, sla me niet zo hard."
- Van het nummer "Pappie loop toch niet zo snel" maakte de zanger Marco Kanters een nieuwe versie.

## NPO Radio 2 Top 2000
| Nummer met noteringen in de NPO Radio 2 Top 2000 | '99  | '00  | '01  | '02  | '03  | '04  | '05  |
| ------------------------------------------------ | ---- | ---- | ---- | ---- | ---- | ---- | ---- |
| Pappie loop toch niet zo snel                    | 1316 | 1734 | 1793 | 1601 | 1608 | 1721 | 1604 |

1. ↑  Een vetgedrukt getal geeft de hoogste notering aan.
2. ↑  Deze tabel is bijgewerkt tot en met de laatste editie (2024).